# Čas opovržení
Čas opovržení (v polském originále Czas pogardy) je druhá část fantasy ságy o Zaklínači od polského spisovatele Andrzeje Sapkowského. Knížka byla v polském originále vydána roku 1995, následující rok vyšel také český překlad u nakladatelství Leonardo.

## Děj
Ciri a Yennefer přijíždí do města Gors Velen, které leží blízko ostrova Thanned. Na něm leží čarodějnická škola, do které plánuje Yennefer svojí svěřenku přihlásit a kde se zároveň má konat čarodějnický sněm. Ciri se ovšem dozvídá, že se zde nachází také Geralt a utíká ho najít. Během jejího útěku se objeví Divoký Hon, který jí začne pronásledovat. Ciri se podaří uniknout a najde Geralta, jenž se následně po dlouhé době setká také s Yennefer. Oba dva se zúčastní slavnostního plesu na Thannedu, druhý den ráno ovšem propukne povstání, během kterého na jedné straně stojí čarodějové podporující Nilfgaard, na té druhé čarodějové, kteří zůstali věrní králům. Geralt se snaží najít Yennefer, jejíž vinou se do centra dění dostane Ciri. Společně se snaží utéct nilfgaardským vojákům, když je Geralt nucen utkat se s mágem Vilgefortzem. Ten ho poráží a Ciri se teleportuje pomocí portálu ve věži Tor Lara.
Tento portál je ovšem nestabilní a Ciri se dostane někam na vyprahlou poušť. Na ní se pokusí čerpat magickou moc z ohně, je jí ale téměř a Ciri se pouze s velkým zapřením ovládne; zároveň tím také přijde o své magické schopnosti. Následně je chycena skupinou banditů, kteří hlídají území ovládané Nilfgaardem, jenž na Ciri vypsal velkou odměnu. V jedné vesnici se setkají s další bandou, která zajala Kayleigha, člena skupiny Potkanů, kteří přepadají bohaté na nilfgaardských cestách. Ciri mu pomůže se osvobodit a následně jsou oba zachráněni zbylými Potkany. Ciry s nimi utíká a poté se k nim přidává pod jménem Falka. Geralt se mezitím v Brokilonu zotavuje ze zranění, když se dozvídá, že byla Ciri zajata Nilfgaardem a že se nachází na císařském dvoře. Tyto informace potvrzuje také jeho přítel Marigold, který Geralta v Brokilonu navštěvuje a společně vyráží Ciri hledat.